# Ernst Fritsch
Ernst Paul Max Fritsch (* 23. August 1892 in Charlottenburg; † 8. Dezember 1965 in Berlin) war ein deutscher Maler und Zeichenlehrer.

## Leben und Werk

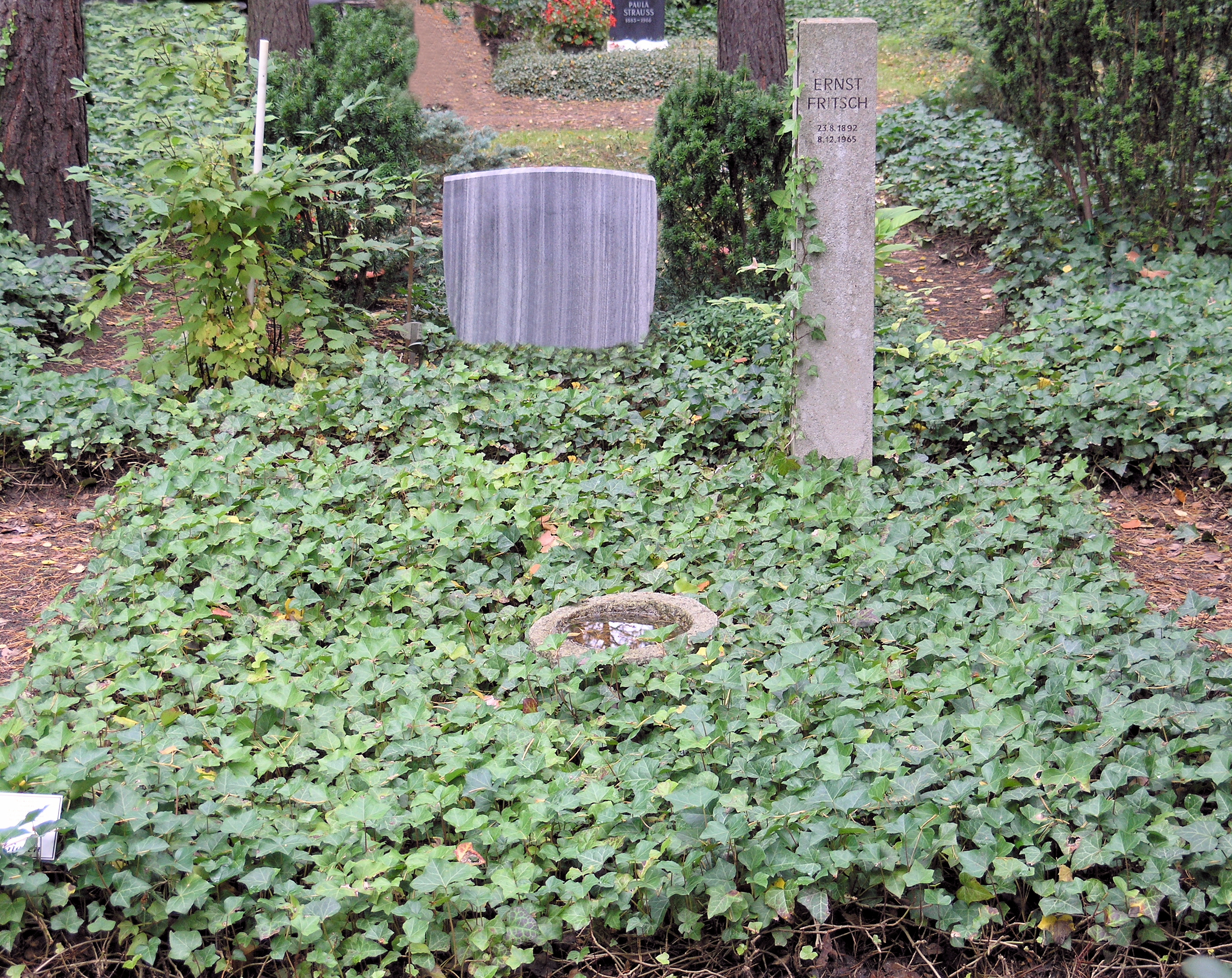
Ehrengrab, Potsdamer Chaussee 75, in Berlin-Nikolassee

Nach seinem Abschluss 1909 am Realgymnasium Lichterfelde begann Fritsch eine Lehre in einem Berliner Entwurfsatelier für Wandstoffe und Tapeten. Danach absolvierte er von 1911 bis 1914 eine Ausbildung als Zeichenlehrer an der Königlichen Kunstschule in Berlin. Nach diesem Abschluss setzte er sein Studium an der Unterrichtsanstalt des Kunstgewerbemuseums Berlin fort (1913–1914). Er nahm am Ersten Weltkrieg teil und war anschließend von 1919 bis 1921 als Lehrer tätig. Von 1919 bis 1932 war er Mitglied der Berliner Secession und seit 1919 der Novembergruppe.
1927 erhielt Fritsch den „Rompreis“ der Preußischen Akademie der Künste. Seit 1925 war Fritsch ständig mit Bildern bei Ausstellungen der Münchener Neue Secession vertreten. In den Jahren 1928 und 1929 folgten Aufenthalte in Paris und Rom.
Anfangs galt er noch als Vertreter des Kubismus, bald aber wandte er sich der Neuen Sachlichkeit zu (vertreten in der 1925-Ausstellung). Auch dem Expressionismus verpflichtet, schloss sich Fritsch immer mehr dem von Rainer Zimmermann geprägten expressiven Realismus an.
In der Zeit des Nationalsozialismus war Fritsch Mitglied der Reichskammer der bildenden Künste. Für diese Zeit ist seine Teilnahme an zehn großen Ausstellungen sicher belegt. Seine früheren Arbeiten entsprachen allerdings nicht dem nazistischen Kunstkanon, und 1937 wurden im Rahmen der deutschlandweiten konzertierten Aktion „Entartete Kunst“ nachweislich acht seiner Bilder aus öffentlichen Sammlungen in Deutschland beschlagnahmt und vernichtet.
In den Jahren von 1939 bis 1942 übernahm Fritsch eine Lehrtätigkeit an der Kunst und Werk – Privatschule für Gestaltung in Berlin. Von 1942 bis 1945 nahm er als Soldat der Wehrmacht am Zweiten Weltkrieg teil.
1945/1946 war Fritsch in Berlin auf der vom Kulturbund zur Demokratischen Erneuerung Deutschlands veranstalteten Ausstellung Bildender Künstler mit drei Aquarellen vertreten. 1946 wurde er Professor an der Berliner Hochschule für bildende Künste, wo er ab 1953 die Abteilung Kunstpädagogik leitete. Ernst Fritsch war Mitglied im Deutschen Künstlerbunds.
Bilder Fritschs befinden sich u. a. in der Nationalgalerie Berlin und in der Berlinischen Galerie.
Fritsch wurde auf dem Waldfriedhof Zehlendorf in Berlin-Nikolassee beigesetzt. Die Grabstätte gehörte bis zum Jahr 2015 zu den Ehrengräbern des Landes Berlin.

## Fotografische Darstellung Fritschs
- Fritz Eschen: Ernst Fritsch (1962; aus einer Porträtserie)[7]

## Werke (Auswahl)

### 1937 als „entartet“ aus öffentlichen Sammlungen nachweislich beschlagnahmte und vernichtete Werke
- Weibliches Bildnis (Aquarell, 46,2 × 43,7 cm, 1924; Nationalgalerie Berlin im Kronprinzen-Palais)
- Landschaft mit drei Frauen (Aquarell, 46,4 × 59,4 cm, 1925; Nationalgalerie Berlin im Kronprinzen-Palais)
- Berlin-Tiergarten (Öl auf Leinwand, 70 × 85 cm, 1925; Nationalgalerie Berlin im Kronprinzen-Palais)
- Felder in Dünen (Aquarell, 44,7 × 64 cm, 1925; Nationalgalerie Berlin im Kronprinzen-Palais)
- Kirche in Werder (Aquarell, 44,7 × 64,9 cm, 1926; Nationalgalerie Berlin im Kronprinzen-Palais)
- Schärding (Aquarell; Stadtbesitz von Berlin)
- Pariser Vorstadtstraße (Aquarell, Städtische Galerie Nürnberg)
- Reichspräsident Friedrich Ebert (Öl, 1928; Städtische Galerie Nürnberg)

### Weitere Werke (Auswahl)
- Badende (um 1927; ausgestellt auf der Sportausstellung der Berliner Sezession und abgebildet in Der Querschnitt, 4/1927)[8]

- Tanzpaar (Radierung)[9]
- Schlafende (1946, Öl)[10]